# Пьеве-ди-Ченто
Пьеве-ди-Ченто (итал. Pieve di Cento) —  коммуна в Италии, располагается в регионе Эмилия-Романья, подчиняется административному центру Болонья.
Население составляет 6653 человека (на 2001 г.), плотность населения составляет 419,8 чел./км². Занимает площадь 15,85 км². Почтовый индекс — 40066. Телефонный код — 051.
Покровителем населённого пункта считается святой Иосиф Обручник. Праздник ежегодно празднуется 19 марта.